# Apareiodon affinis
Apareiodon affinis là loài cá nước ngọt thuộc Lớp Cá vây tia có nguồn gốc ở Lưu vực Río de la Plata ở miền nam Brazil, Paraguay và miền bắc Argentina.

## Mô tả
Apareiodon affinis là một loài cá nhỏ, thân mềm phát triển đến chiều dài tối đa 14,3 cm (5,6 in). Giống như các loài thuộc họ Characidae khác, nó có một cái miệng ở phía dưới đầu với môi trên kém phát triển. Không có răng nha và vây ngực có một tia vây đơn, không phân nhánh mà cá sử dụng để tự chống đỡ cơ thể trên chất nền.